# Palais Degenfeld

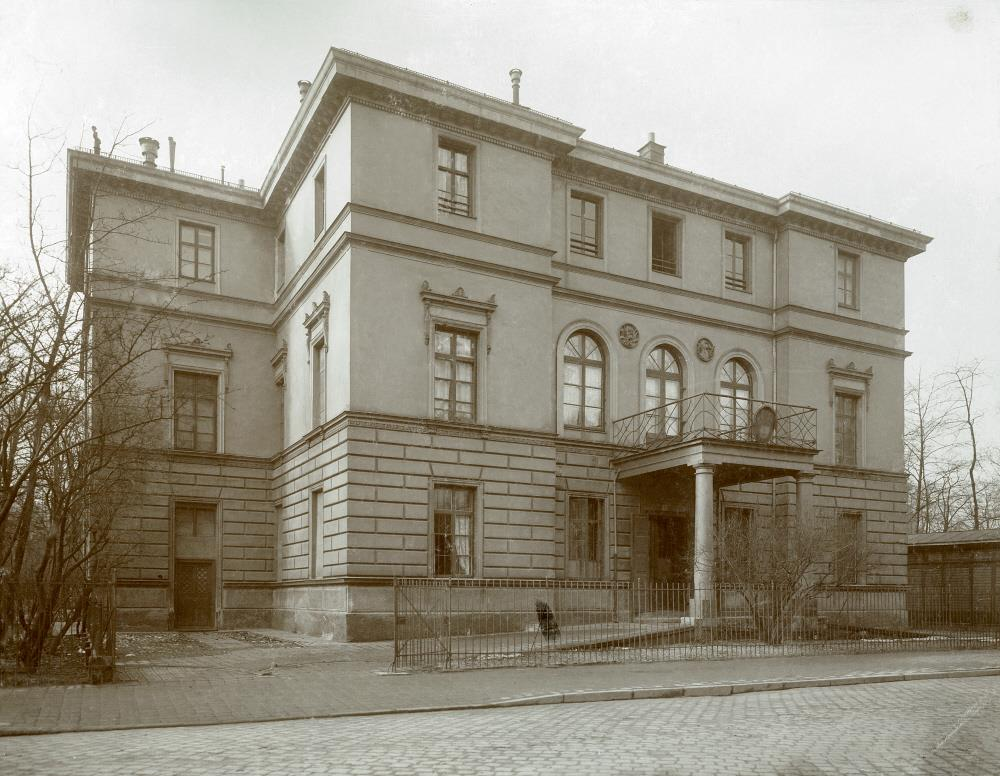
Palais Degenfeld im Jahr 1902

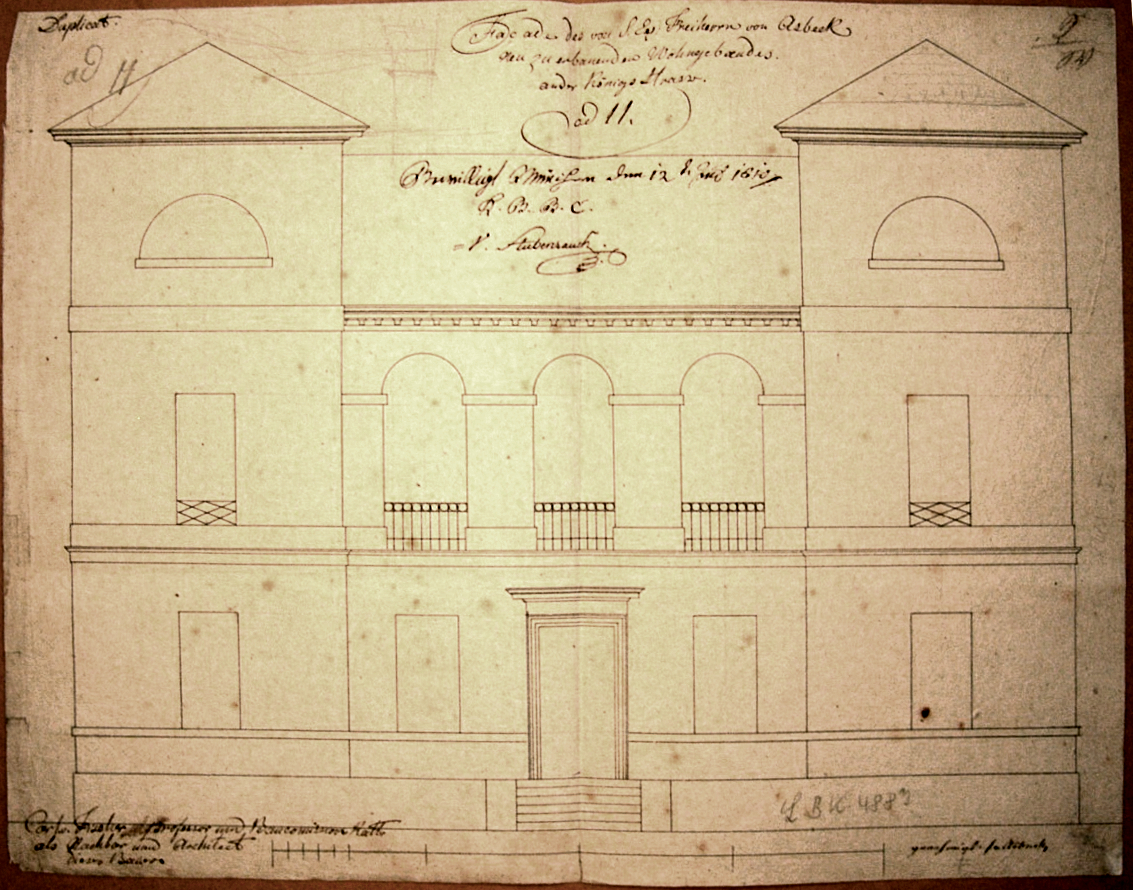
Skizze der Fassade, Originalvermerk: »Facade des von Seiner Exzellenz Freiherrn von Asbeck zu erbauenden Wohngebäudes. Bewilligt durch Reskript königliche Lokalbaukommission, v. Stubenrauch«

Das Palais Degenfeld wurde 1810 vom königlichen Baurat Karl von Fischer auf der Südseite der Brienner Straße in der Münchner Maximilians-Vorstadt zwischen Königs- und Karolinenplatz errichtet. Vorbilder für das Gebäude waren die Bauten von Andrea Palladio, wie die Villa Trissino in Cricoli.
Im Architekturmuseum der Technischen Universität München erhielten sich lavierte Federzeichnungen auf Skizzenpapier. Auf den Entwürfen entwickelte sich als Hauptmotiv eine Loggia zwischen quadratischen Ecktürmen, die auch als Ballsaal verwendet werden konnte. Eine südseitige Sala terrena geleitete aus dem Inneren in den Park. Die Pläne sind italienisch beschriftet. Stolz bezieht sich der Architekt auf das von ihm geprägte neue Stadtviertel: „Villa da me fabricata nell’ borgo nuovo di Monaco habitata dall’ Signore Conte Degenfeld, ministro di granduca di Baaden.“ Eine Wendeltreppe erschließt die über zwei Stockwerke verteilten Schlafzimmer, den Speisesaal neben dem Salon im Obergeschoss mit der Küche im Souterrain. Die „Fassade des von seiner Exzellenz Freiherrn von Asbeck zu erbauenden Wohngebäudes an der Königstraße“, also der heutigen Brienner Straße, „Duplikat, bewilligt München 8. Juni 1810, königliche Lokalbaukommission, Stubenrauch.“ 
Der Fassadenaufriss und der Grundriss des Nachbarhauses liegen im Baupolizeiakt („Abbruchakt“) des angrenzenden, gleichfalls von Carl von Fischer erbauten Palais Lotzbeck im Stadtarchiv München, im Bestand der Lokalbaukommission unter der Nummer 4887. Der angegebene Bauherr Franz Wilhelm Freiherr von Asbeck ist als Finanzpräsident, wie als privater Grundeigentümer mit der Erschließung des Geländes beschäftigt.
Der Fassadenentwurf ist bezeichnet links unten mit „Carl von Fischer, Professor und Baukommissionsrat als Nachbar und Architekt dieses Baues.“ Der Plan des Erdgeschosses trägt dieselbe Aufschrift.

## Nutzung
Den Wohnsitz bezog der außerordentliche württembergische Gesandte am Münchner Hof, der bevollmächtigte Minister und Kammerherr Graf Ferdinand Christoph von Degenfeld-Schonburg. Von 1844 bis 1868 amtierte er hier als Botschafter einer befreundeten Monarchie, pflegte im Auftrage des Großherzogs von Baden gute Beziehungen zu den Vertretern der anderen deutschen Kleinstaaten und fungierte als württembergischer Staatsrat und Kammerherr. 
Das Palais Degenfeld wurde 1849/50 durch Jean Baptiste Métivier umgebaut. Haus und Grund gingen in Staatsbesitz über. 1870 hatten die Fürsten Erwein, Franz und Philipp von der Leyen hier Wohnrecht. Sie standen auf der „Wohnungsliste des Diplomatischen Corps, des hofbefähigten Adels, der am königlichen Hof vorgestellten Fremden und jener Herren, die Hofzutritt haben“.

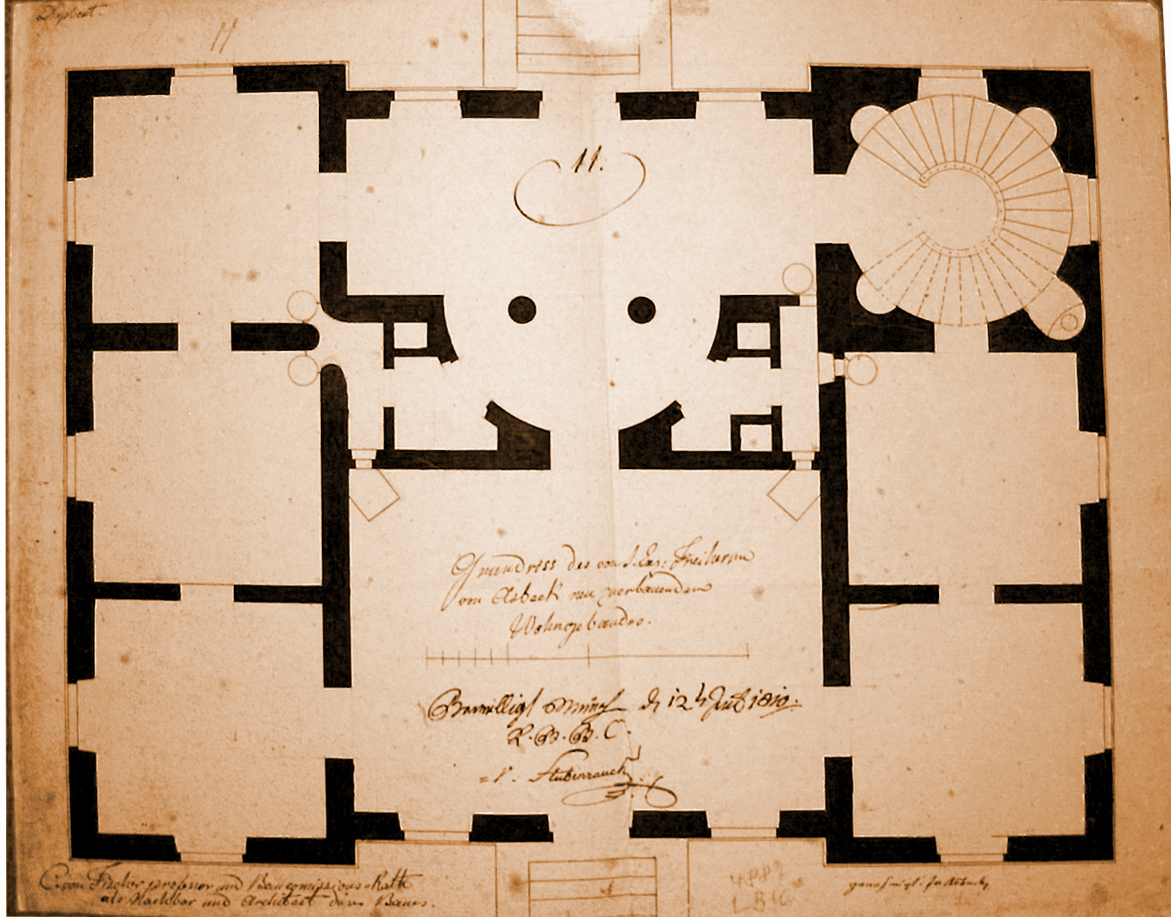
Originalvermerk: Grundriss des von Seiner Exzellenz Freiherrn von Asbeck zu erbauenden Wohngebäudes. Bewilligt durch Reskript königliche Lokalbaukommission

Das Gebäude gegenüber dem Palais Barlow beherbergte später die päpstliche Nuntiatur. Der päpstliche Nuntius Alberto Vassallo di Torregrossa verließ am 23. Oktober 1936 die Stadt München, nachdem er bereits im Frühjahr 1934 in das Palais Seyssel d’Aix umquartiert worden war. Die Nationalsozialistische Deutsche Arbeiterpartei konnte ein weiteres altes Münchner Adelspalais übernehmen.
Das Haus wurde 1944 im Zweiten Weltkrieg zerstört und abgetragen. Das Grundstück blieb unbebaut. Nach dem Krieg ging die Immobilie an das Land Bayern.
Bei der Planung für das NS-Dokumentationszentrum im Jahre 2003 beschäftigte sich der Stadtrat mit der Grünfläche, auf der einst das Palais Degenfeld stand. „1989/90 wurde auch dieses Gelände bereits auf Initiative des Freistaats hin für eine mögliche Nutzung als Museumsareal überplant. Das Ergebnis dieses Ideenwettbewerbs wurde zwar von der Vollversammlung am 2. Oktober 1991 zur Kenntnis genommen. Das Planungsreferat wurde  beauftragt, das Bebauungsplanverfahren durchzuführen. Das Projekt wurde jedoch schließlich nicht weiter verfolgt.“